# Herdsman
Herdsman是一个用于猪场数据收集、报表制作及数据管理的软件。Herdman的版本很多，主要有青铜版（Bronze Edition）、白银版（Silver Edition）、黄金版（Gold Edition）、铂金版（Platinum Edition）及钻石版（Diamond Edition）。
目前，美国有60%的企业在使用Herdsman软件进行猪场管理。但是，Herdsman在中国应用并不广泛。Herdsman于2003年3月推出中文Windows版本Herdsman2000。软件现在还没有完全汉化，汉化程度为95%。

## 主要功能
- 报表、工作列表及图表制作
- 导入PigChamp™及PigWin™数据
- BLUP场内育种值计算
- 场间生产数据对比（数据不进行共享）
- 猪只所处位置查询
- 动物系谱管理
- 多代内的血统及近交计算
- 4个繁殖性状（产活仔数、出生窝重、断奶活仔数和21日龄窝重）及4个生长性状（达到105公斤的日龄、背膘厚度、眼肌面积、日增重）的EBV或EPD计算及分析，并将EBV整合到4个指数（母猪繁殖指数、母系指数、轮回指数、终端指数）[2]。
- 食品安全追踪
- 整合CCSI（加拿大猪改良中心）及美国Stages系统的全国数据下载。